# Abbazia di Santa Maria della Vittoria
L'abbazia di Santa Maria della Vittoria, costruita nel 1274 a Scurcola Marsicana in provincia dell'Aquila, è stata l'ultima delle cinque abbazie cistercensi in Abruzzo, dopo l'abbazia di Santa Maria di Casanova, l'abbazia di Santa Maria Arabona, il Monastero di Santo Spirito d'Ocre e l'abbazia dei Santi Vito e Salvo. Fu creata in occasione della vittoria angioina sulla casata sveva, assieme all'omonima Santa Maria della Vittoria di Realvalle in Scafati, provincia di Salerno.

## Storia

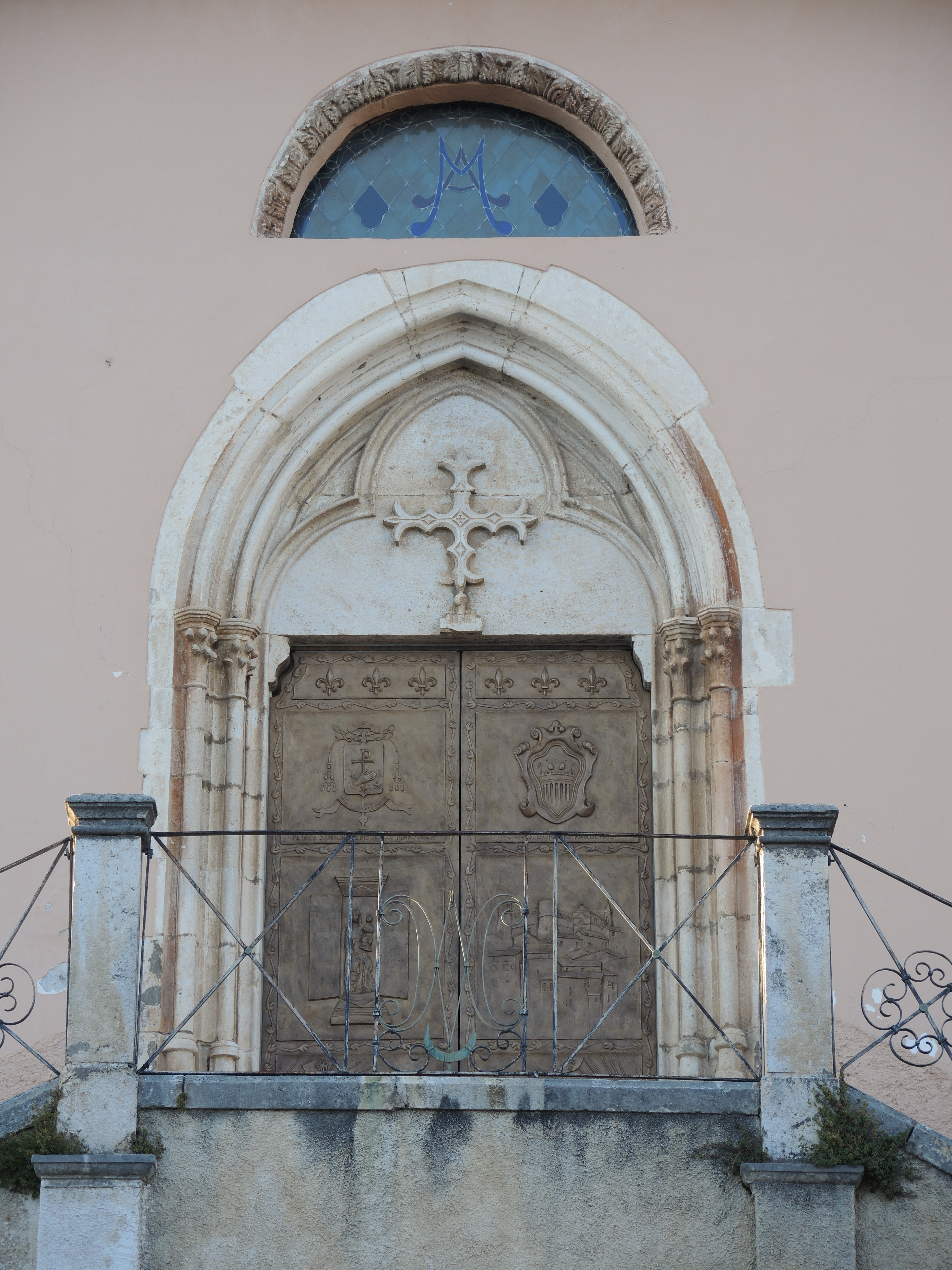
Portale dell'abbazia nella nuova chiesa di Santa Maria della Vittoria

La costruzione dell'abbazia di Santa Maria della Vittoria si fa risalire al periodo appena successivo alla battaglia di Tagliacozzo del 1268. Presso Scurcola le truppe angioine di Carlo I d'Angiò sconfissero quelle sveve di Corradino di Svevia conquistando il possesso del Regno di Sicilia.
In memoria di questa vittoria Carlo d'Angiò commissionò la costruzione della chiesa, intitolandola a Santa Maria della Vittoria, e di un monastero cistercense come filiazione dell'abbazia di Louroux a Vernantes, nel ducato d'Angiò, regione di provenienza dei soldati impegnati nella campagna militare in Italia. La costruzione ebbe inizio nel 1274 e nel 1277 ospitò i primi monaci cistercensi. La chiesa venne consacrata il 12 maggio del 1278, per essere definitivamente ultimata solo nel 1282. Il potere dell'abbazia fu notevole sin dall'inizio, potendo contare su una vasta dotazione di terre.
Con l'avvento degli Aragonesi nel XV secolo, i cistercensi abbandonarono l'abbazia, che passò ai benedettini.
L'abbazia fu pesantemente danneggiata dal terremoto del 1456 per essere progressivamente abbandonata nel XVI secolo a seguito di altre calamità naturali e lotte di potere tra le famiglie locali.
Nel 1525 nella parte alta del paese fu costruita la nuova chiesa di Santa Maria della Vittoria, essendo l'abbazia già in grave stato di conservazione, che accolse parte delle opere d'arte della precedente abbazia, come la statua lignea di Madonna con Bambino detta Madonna della Vittoria, opera francese della fine del XIII secolo che si pensa fosse stata donata da Carlo d'Angiò alla vecchia abbazia.
Una leggenda vuole che una contadina in un campo prossimo all'abitato di Scurcola rinvenne la cassa con la statua. Nel XX secolo dell'abbazia non rimanevano che pochi resti, studiati da Ignazio Carlo Gavini e Mario Moretti per le loro monografie sull'architettura abruzzese. 
L'abbazia venne data in seguito in commenda per diventare poi parte della dotazione del Cappellano maggiore del Regno di Napoli.
Già nell'Ottocento i portali superstiti furono prelevati e spostati nelle chiese principali di Scurcola, per permetterne la conservazione.

## Architettura

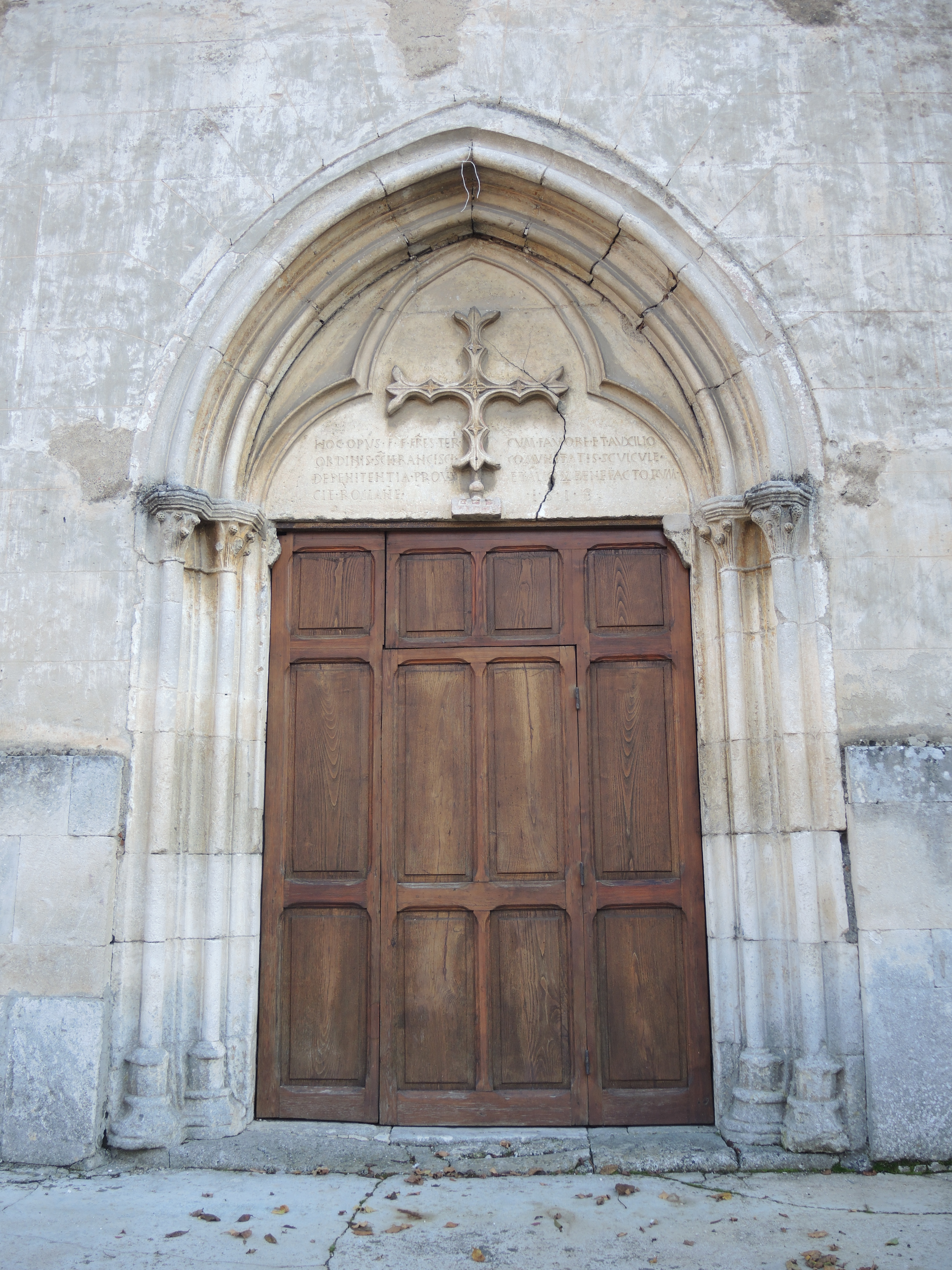
Portale dell'abbazia nell'attuale chiesa di Sant'Antonio

Dell'abbazia non rimangono che pochi ruderi, ma è possibile risalire alla sua struttura attraverso l'analisi delle rovine fatta agli inizi del XX secolo.
La pianta originaria della chiesa era a croce latina, con un transetto poco sporgente ed un'abside piatta con cappelle quadrate sui lati. Il corpo longitudinale era a tre navate con pilastri rettangolari che la dividevano in sei campate.
Due portali dell'antica abbazia sono stati riutilizzati presso altre due chiese di Scurcola Marsicana, uno al lato della nuova chiesa cinquecentesca di Santa Maria della Vittoria e l'altro per la facciata della chiesa di Sant'Antonio.